# Esagono 2
Esagono 2 è un CD degli Esagono, pubblicato dalla Electromantic Records nel 2007. 
Il CD contiene registrazioni sia in studio (due brani incisi circa nel 1976-77) e dal vivo (registrato il 25 febbraio 1977).

## Tracce
1. Anaconda (Claudio Montafia) – Parte I in studio
2. Araba fenice (Marco Gallesi, Marco Cimino) – Parte I in studio
3. Presentazione – Parte 2 live (registrato dal vivo il 25-2-1977)
4. Vicolo (Marco Gallesi, Claudio Montafia) – Parte 2 live (registrato dal vivo il 25-2-1977)
5. Diatomea (Marco Cimino) – Parte 2 live (registrato dal vivo il 25-2-1977)
6. Arena (Giorgio Diaferia) – Parte 2 live (registrato dal vivo il 25-2-1977)
7. Araba Fenice (Marco Gallesi, Marco Cimino) – Parte 2 live (registrato dal vivo il 25-2-1977)

## Musicisti
- Marco Cimino - pianoforte fender, sintetizzatore (in studio e live)
- Marco Gallesi - basso (in studio e live)
- Arturo Vitale - sassofono (live)
- Gianni Cinti - sassofono soprano, oboe (in studio)
- Aldo Rindone - pianoforte (in studio)
- Marco Astarita - percussioni (in studio e live)
- Claudio Montafia - flauto, chitarra (in studio e live)
- Mike Abate - chitarre (in studio)
- Giorgio Diaferia - batteria (in studio e live)[1]